# Curanilahue
Curanilahue este un oraș și comună din provincia Arauco, regiunea Bío Bío, Chile, cu o populație de 32.000 locuitori (2012) și o suprafață de 994,3 km2.